# العجلانية (القطن)
'

تعديل مصدري - تعديل

العجلانية هي إحدى قرى عزلة القطن بمديرية القطن التابعة لمحافظة حضرموت، بلغ تعداد سكانها 275 نسمة حسب تعداد اليمن لعام 2004.